# Black 'N Blue
I Black 'N Blue sono un gruppo hard rock formato nel 1981 a Portland, Oregon.
Il gruppo è anche famoso per la militanza di Tommy Thayer, attuale chitarrista solista dei Kiss.

## Storia
Nati a Portland, Oregon i Black 'N Blue si formarono nel novembre 1981. Alcuni membri della formazione provenivano dalla "Movie Star": l'ex-chitarrista dei Movie Star Tommy Thayer, l'ex batterista/cantante dei movie Star Jaime St. James, il chitarrista V. Ripper, il bassista Patrick Young ed il batterista Pete Holmes proveniente dai Kharma
Dal maggio del 1982 Ripper venne sostituito dal chitarrista dei Virgin Jef "Whoop" Warner. I primi singoli furono "Violent Kid", "Chains Around Heaven" e "I'm The King". Brian Slagel, titolare della Metal Blade Records si interessò al gruppo e decise di includere la loro traccia "Chains Around Heaven" nella compilation Metal Massacre (1982)
Registrarono il loro primo EP autofinanziato, prodotto da Don Dokken e Michael Wagener, che comprendeva "Violent Kid", "Chains Around Heaven" , "Wicked Bitch" e "Sign In Blood". Firmarono un contratto con la Geffen Records. Il primo album Black 'N Blue venne pubblicato nel 1984, il secondo album, Without Love, venne prodotto da Bruce Fairbairn.
Il loro brano "Nature of the Beast" faceva parte della colonna sonora del film Vision Quest.
Il terzo album Nasty Nasty (1986)  prodotto da Gene Simmons, che collaborò ai testi. Due anni dopo i Black 'N Blue pubblicano In Heat.
Nel 1989 il gruppo si sciolse, Thayer formò gli American Man, St. James militò nella band Wet Engine e Freight Train Jane. I Black 'N Blue si riformarono nel 1997 e venne inciso il live album One Night Only nel 1998.
In seguito uscirono delle loro raccolte: The Demos Remastered: Anthology 1 e Ultimate Collection, entrambi pubblicati nel 2001. Seguì nel 2002 un live album intitolato Live in Detroit - 1984.
La formazione composta da Jaime St. James, Jef "Whoop" Warner, Patrick Young, Pete Holmes e Shawn Sonnenschein avevano annunciato l'album Hell Yeah!. Un tour intrapreso nel novembre 2003 venne sospeso saputo dell'incidente occorso al manager dei BulletBoys Mark Rojas, intanto Hell Yeah! viene accantonato.
Jaime St James entra nei Warrant in sostituzione di Jani Lane nel 2004, è la fine del gruppo per la seconda volta.
Nel 2005 esce un box set intitolato Collected, seguita nell'aprile 2007 da  Rarities, una antologia con inediti.
Nel 2008 Jani Lane torna ad essere il cantante dei Warrant e i Black'n Blue si riuniscono con alla chitarra Tommy Thayer per un concerto a Portland (Oregon).
Il 9 ottobre 1010 i Black'n Blue sono entrati nella Oregon Music Hall Of Fame.
Nel 2011 esce per la Frontiers Records, l'album Hell Yeah che vede Shawn Sonnenschein risostituire alla chitarra Tommy Thayer.
Dall'uscita di Hell Yeah i Black'n blue hanno svolto solo attività concertistica negli Stati Uniti ed in Giappone.
Nel 2013 Brandon Cook ha sostituito alla chitarra Jeff Woop Warner.

## Sito ufficiale
blacknblueofficial.com

## Formazione

### Formazione attuale
- Jaime St. James - voce (1981-1989, 1997-2004, 2008-oggi)
- Shawn Sonnenschein - chitarra (2003-2004, 2008-oggi)
- Brandon Cook - chitarra (2013-oggi)
- Patrick Young - basso (1981-1989, 1997-2004, 2008-oggi)
- Pete Holmes - batteria (1981-1989, 1997-2004, 2008-oggi)

### Ex componenti
- V. Ripper - chitarra (1981-1982
- Jeff Warner - chitarra (1982-1989, 1997-2004, 2008-2013)
- Tommy Thayer - chitarra (1981-1989, 1997-2002)

## Discografia

### Album in studio
- 1984 - Black 'N Blue
- 1985 - Without Love
- 1986 - Nasty Nasty
- 1988 - In Heat
- 2013 - Hell Yeah!

### Live
- 1998 - One Night Only
- 2002 - Live in Detroit - 1984

### Raccolte
- 2001 - The Demos Remastered: Anthology 1
- 2001 - Ultimate Collection
- 2005 - Collected (Box Set)
- 2007 - Rarities